# مارکیتا ریورا
مارکیتا ریورا (انگلیسی: Marquita Rivera; ۱۸ مهٔ ۱۹۲۲ – ۲۱ اکتبر ۲۰۰۲) هنرپیشه، خوانندگی، رقص اهل ایالات متحده آمریکا بود.